# エオスファルギス
エオスファルギス (Eosphargis) は、新生代始新世前期の約5,500万年前に生息していたウミガメの絶滅した属。爬虫綱 - カメ目 - ウミガメ上科 - オサガメ科に属する。

## 形態
甲長は最大で2メートルにも達する大型のウミガメ。前時代に生息したメソダーモケリスに比べて骨質の甲羅は著しく退縮し、外周を構成するフレーム状構造をわずかに残すのみとなっている。しかし、始新世中期に生息した絶滅属プセフォフォルスや現生種であるオサガメなどが持つ、モザイク状の薄い甲板は発達していない。

## 分布
ヨーロッパ及び北アメリカ大陸から化石が産出。